# Пам'ятки археології Сахновщинського району
У Сахновщинському районі Харківської області на обліку перебуває 46 пам'яток археології.
| № з/п | Охоронний № | Місцезнаходження об'єкту                                                                                         | Назва об'єкту                                | Дослідник, рік обстеження | Розміри        | Кат     | Рішення Харківського ОВК, накази УКіТ | Охоронна зона: розміри, Рішення Харківського ОВК, накази УКіТ                                                               |
| ----- | ----------- | --- | -------------------------------------------- | --- | -------------- | ------- | ------------------------------------- | --- |
| 1.    | 1961        | смт. Сахновщина Сахновщинської сел/р                                                                             | Кургани. 4.III тис. до н. е. — I тис. н. е.  | Шрамко Б. А. та інші. 1977 р. Бакуменко К.І, Ревенко В. І., археологи, 2001 р.                                                        | Вис. 0,5-2,5 м | Місцева | № 196 від 16.04.84р.                  | 50 м. № 197 від 16.04.84р.                                                                                                  |
| 2.    | 2156        | с. Андріївка Новоолександрівської с/р                                                                            | Кургани. 9.III тис. до н. е. — I тис. н. е.  | -<<- | Вис. 0,3-8,0 м | -<<-    | № 118 від 17.03.86р.                  | 50 м. № 184 від 20.04.87р. (встановлена на 4 кургани),10 м. Наказ УКіТ № 19 від 17.02.2005 р. (встановлена на 5 курганів).  |
| 3.    | 2157        | с. Аполлонівка Аполлонівської с/р                                                                                | Кургани. 18.III тис. до н. е. — I тис. н. е. | -<<- | Вис. 0,5-9,0 м | -<<-    | -<<-                                  | 50 м. № 184 від 20.04.87р.                                                                                                  |
| 4.    | 2354        | колишнє с. Аркадіївка Олейниківської с/р                                                                         | Кургани. 3.III тис. до н. е. — I тис. н. е.  | -<<- | Вис. 0,7-1,0 м | -<<-    | № 161 від 18.04.88р.                  | |
| 5.    | 1962        | с. Багата Чернещина Багаточернещинської с/р                                                                      | Кургани. 19.III тис. до н. е. — I тис. н. е. | -<<- | Вис. 0,3-4,5 м | -<<-    | № 196 від 16.04.84р.                  | 50 м. № 197 від 16.04.84р.                                                                                                  |
| 6.    | 2355        | с. Гаркушине Огіївської с/р                                                                                      | Кургани. 3.III тис. до н. е. — I тис. н. е.  | -<<- | Вис. 0,5-4,0 м | -<<-    | № 161 від 18.04.88р.                  | 10 м. Наказ УКіТ № 19 від 17.02.2005 р.                                                                                     |
| 7.    | 2604        | с. Германівка Сахновщинської сел/р                                                                               | Кургани. 4.III тис. до н. е. — I тис. н. е.  | -<<- | Вис. 0,5-1,8 м | -<<-    | № 975 від 18.09.97р.                  | |
| 8.    | 2605        | с. Гришівка Дар-Надеждинської с/р                                                                                | Кургани. 6.III тис. до н. е. — I тис. н. е.  | -<<- | Вис. 0,5-1,5 м | -<<-    | -<<-                                  | |
| 9.    | 1963        | с. Дар-Надежда Дар-Надеждинської с/р                                                                             | Кургани. 6.III тис. до н. е. — I тис. н. е.  | -<<- | Вис. 1,0-1,8 м | -<<-    | № 196 від 16.04.84р.                  | 50 м. № 197 від 16.04.84р.                                                                                                  |
| 10.   | 1964        | с. Дубові Гряди Дубовогрядської с/р                                                                              | Кургани. 16.III тис. до н. е. — I тис. н. е. | -<<- | Вис. 0,5-3,5 м | -<<-    | -<<-                                  | 50 м. № 197 від 16.04.84р.                                                                                                  |
| 11.   | 2356        | с. Калинівка Новочернещинської с/р                                                                               | Кургани. 6.III тис. до н. е. — I тис. н. е.  | -<<- | Вис. 0,5-2,0 м | -<<-    | № 161 від 18.04.88р.                  | 10 м. Наказ УКіТ № 19 від 17.02.2005 р.                                                                                     |
| 12.   | 2606        | с. Катеринівка Катеринівської с/р                                                                                | Кургани. 3.III тис. до н. е. — I тис. н. е.  | -<<- | Вис. 1,5-2,0 м | -<<-    | № 975 від 18.09.97р.                  | |
| 13.   | 1965        | с. Костянтинівка Новочернещинської с/р                                                                           | Кургани. 9.III тис. до н. е. — I тис. н. е.  | -<<- | Вис. 0,8-2,5 м | -<<-    | № 196 від 16.04.84р.                  | 50 м. № 197 від 16.04.84р.                                                                                                  |
| 14.   | 2262        | с. Красна Гірка Аполлонівської с/р                                                                               | Кургани. 17.III тис. до н. е. — I тис. н. е. | -<<- | Вис. 0,3-4,0 м | -<<-    | № 183 від 20.04.87р.                  | 50 м. № 184 від 20.04.87р. (встановлена на 5 курганів),10 м. Наказ УКіТ № 19 від 17.02.2005 р. (встановлена на 12 курганів) |
| 15.   | 2158        | с. Лебедівка Лебедівської с/р                                                                                    | Кургани. 5.III тис. до н. е. — I тис. н. е.  | -<<- | Вис. 2,0 м     | -<<-    | № 118 від 17.03.86р.                  | 50 м. № 184 від 20.04.87р.                                                                                                  |
| 16.   | 2607        | с. Лесівка Аполлонівської с/р                                                                                    | Кургани. 4.III тис. до н. е. — I тис. н. е.  | -<<- | Вис. 0,7-2,0 м | -<<-    | № 975 від 18.09.97р.                  | |
| 17.   | 2159        | с. Лигівка Лигівської с/р                                                                                        | Кургани. 15.III тис. до н. е. — I тис. н. е. | -<<- | Вис. 0,8-3,5 м | -<<-    | № 118 від 17.03.86р.                  | 50 м. № 184 від 20.04.87р. (встановлена на 8 курганів),10 м. Наказ УКіТ № 19 від 17.02.2005 р. (встановлена на 7 курганів)  |
| 18.   | 1966        | с. Малі Бучки Багаточернещинської с/р                                                                            | Кургани. 14.III тис. до н. е. — I тис. н. е. | -<<- | Вис. 0,5-2,5 м | -<<-    | № 196 від 16.04.84р.                  | 50 м. № 197 від 16.04.84р.                                                                                                  |
| 19.   | 2263        | с. Мар'ївка Олійніківської с/р                                                                                   | Кургани. 10.III тис. до н. е. — I тис. н. е. | -<<- | Вис. 0,5-2,2 м | -<<-    | № 183 від 20.04.87р.                  | 50 м. № 184 від 20.04.87р.                                                                                                  |
| 20.   | 2160        | с. Надєждине Новоолександрівської с/р                                                                            | Кургани. 15.III тис. до н. е. — I тис. н. е. | -<<- | Вис. 0,3-2,5 м | -<<-    | № 118 від 17.03.86р.                  | 50 м. № 184 від 20.04.87р.                                                                                                  |
| 21.   | 1967        | с. Нова Чернещина Новочернещинської с/р                                                                          | Кургани. 5.III тис. до н. е. — I тис. н. е.  | -<<- | Вис. 1,0-3,0 м | -<<-    | № 196 від 16.04.84р.                  | 50 м. № 197 від 16.04.84р.                                                                                                  |
| 22.   | 2264        | с. Новобогданівка Дар-Надеждинської с/р                                                                          | Кургани. 11.III тис. до н. е. — I тис. н. е. | -<<- | Вис. 0,3-3,0 м | -<<-    | № 183 від 20.04.87р.                  | 50 м. № 184 від 20.04.87р.                                                                                                  |
| 23.   | 2608        | с. Нововолодими-рівка Лебедівської с/р                                                                           | Кургани. 2.III тис. до н. е. — I тис. н. е.  | -<<- | Вис. 0,6-2,0 м | -<<-    | № 975 від 18.09.97р.                  | |
| 24.   | 2609        | с. Новодмитрівка Новоолександрівської с\р                                                                        | Кургани. 5.III тис. до н. е. — I тис. н. е.  | -<<- | Вис. 0,5-3,0 м | -<<-    | -<<-                                  | |
| 25.   | 1968        | с. Огіївка Огіївської с/р                                                                                        | Кургани. 6.III тис. до н. е. — I тис. н. е.  | -<<- | Вис. 0,5-5,5 м | -<<-    | № 196 від 16.04.84р.                  | 50 м. № 197 від 16.04.84р.                                                                                                  |
| 26.   | 2610        | с. Олександрівка Катеринівської с/р                                                                              | Кургани. 3.III тис. до н. е. — I тис. н. е.  | -<<- | Вис. 0,3-2,0 м | -<<-    | № 975 від 18.09.97р.                  | |
| 27.   | 2611        | с. Олексіївка Лигівської с/р                                                                                     | Кургани. 3.III тис. до н. е. — I тис. н. е.  | -<<- | Вис. 0,5-2,0 м | -<<-    | -<<-                                  | |
| 28.   | 2161        | с. Олійники Олійниківської с/р                                                                                   | Кургани. 19.III тис. до н. е. — I тис. н. е. | -<<- | Вис. 0,4-3,5 м | -<<-    | № 118 від 17.03.86р.                  | 50 м. № 184 від 20.04.87р.                                                                                                  |
| 29.   | 2162        | с. Орільське Володимирівської с/р                                                                                | Кургани. 6.III тис. до н. е. — I тис. н. е.  | -<<- | Вис. 0,4-2,5 м | -<<-    | -<<-                                  | 50 м. № 184 від 20.04.87р.                                                                                                  |
| 30.   | 2163        | с. Піскувате Катеринівської с/р                                                                                  | Кургани. 17.III тис. до н. е. — I тис. н. е. | -<<- | Вис. 0,5-5,0 м | -<<-    | -<<-                                  | 50 м. № 184 від 20.04.87р. (встановлена на 12 курганів),10 м. Наказ УКіТ № 19 від 17.02.2005 р. (встановлена на 5 курганів) |
| 31.   | 2612        | с. Скиртяне Тавежнянської с/р                                                                                    | Кургани. 2.III тис. до н. е. — I тис. н. е.  | -<<- | Вис. 1,2 м     | -<<-    | № 975 від 18.09.97р.                  | |
| 32.   | 2357        | с. Тавежня Тавежнянської с/р                                                                                     | Кургани. 6.III тис. до н. е. — I тис. н. е.  | -<<- | Вис. 0,7-2,5 м | -<<-    | № 161 від 18.04.88р.                  | 10 м. Наказ УКіТ № 19 від 17.02.2005 р.                                                                                     |
| 33.   | 2164        | с. Тарасівка Лигівської с/р                                                                                      | Кургани. 6.III тис. до н. е. — I тис. н. е.  | -<<- | Вис. 0,5-2,5 м | -<<-    | № 118 від 17.03.86р.                  | 50 м. № 184 від 20.04.87р.                                                                                                  |
| 34.   | 2613        | с. Тернуватка Огіївської с/р                                                                                     | Кургани. 2.III тис. до н. е. — I тис. н. е.  | -<<- | Вис. 0,6-3,0 м | -<<-    | № 975 від 18.09.97р.                  | |
| 35.   | 1969        | с. Чернолозка Сахновщинської сел/р                                                                               | Кургани. 25.III тис. до н. е. — I тис. н. е. | -<<- | Вис. 0,3-2,5 м | -<<-    | № 196 від 16.04.84р.                  | 50 м. № 197 від 16.04.84р.                                                                                                  |
| 36.   | 1970        | с. Шевченкове Тавежнянської с/р                                                                                  | Кургани. 7.III тис. до н. е. — I тис. н. е.  | -<<- | Вис. 0,6-2,0 м | -<<-    | -<<-                                  | 50 м. № 197 від 16.04.84р.                                                                                                  |
| 37.   | 2265        | с. Шевченкове Шевченківської с/р                                                                                 | Кургани. 13.III тис. до н. е. — I тис. н. е. | -<<- | Вис. 0,5-6,0 м | -<<-    | № 183 від 20.04.87р.                  | 50 м. № 184 від 20.04.87р.                                                                                                  |
| 38.   | 2358        | с. Яковлівка Олійниківської с/р                                                                                  | Кургани. 3.III тис. до н. е. — I тис. н. е.  | -<<- | Вис. 1,5-2,5 м | -<<-    | № 161 від 18.04.88р.                  | 10 м. Наказ УКіТ № 19 від 17.02.2005 р.                                                                                     |
| 39.   |             | с. Бондарівка Лигівської с/ради. 3 кургани, розташовані на північний схід від села за 2,5 км                     | Кургани                                      | Ревенко В. І., зав. відділу охорони пам'яток ХІМ, Бакуменко К. І., зав. сектору пам'яток ХІМ. 2001 р.III тис. до н. е. — I тис. н. е. | вис. 1,0-2,5 м | Об'єкт  | Наказ УКіТ № 25 від 02.03.05р.        | |
| 40.   |             | с. Великі Бучки Великобучківської с/ради. 15 курганів, розташовані на північний захід та північний схід від села | – << –                                       | – << – | вис. 0,4-3,0 м | Об'єкт  | Наказ УКіТ № 25 від 02.03.05р.        | |
| 41.   |             | с. Красноярка Лебедівської с/ради. 1 курган, розташований на захід від села за 0,5 км                            | Курган                                       | – << – | вис. 0,2 м     | Об'єкт  | Наказ УКіТ № 25 від 02.03.05р.        | |
| 42.   |             | с. Максимівка Дар-Надеждинської с/ради.5 курганів, розташовані на південь від села                               | Кургани                                      | – << – | вис. 0,7-2,0 м | Об'єкт  | Наказ УКіТ № 25 від 02.03.05р.        | |
| 43.   |             | с. Миколаївка Аполлонівської с/ради. 9 курганів, розташовані на схід від села                                    | – << –                                       | – << – | вис. 0,7-3,5 м | Об'єкт  | Наказ УКіТ № 25 від 02.03.05р.        | |
| 44.   |             | с. Новомихайлівка Олійниківської с/ради. 1 курган розташований на північ від села за 0,7 км                      | Курган                                       | – << – | вис. 1,0 м     | Об'єкт  | Наказ УКіТ № 25 від 02.03.05р.        | |
| 45.   |             | смт. Сахновщина Сахновщинської сел/ради.4 кургани, розташовані на північний схід від північної околиці смт       | Кургани                                      | – << – | вис. 1,0-2,5 м | Об'єкт  | Наказ УКіТ № 25 від 02.03.05р.        | |
| 46.   |             | с. Червоний Степ Лигівської с/ради. 3 кургани, розташовані на захід та на північний захід від села               | – << –                                       | – << – | вис. 1,5-6,0 м | Об'єкт  | Наказ УКіТ № 25 від 02.03.05р.        | |
|       |             | |                                              | |                |         |                                       | |

## Джерело
Лист Харківської Облдержадміністрації на запит ВМ УА від 28 березня 2012. Файли доступні на сайті конкурсу WLM.